# جيوديكاتو كالياري
جيوديكاتو كالياري (بالإيطالية: Giudicato di Cagliari)‏ هي إحدى الجيوديكاتي السردينية الأربعة من العصور الوسطى. تغطي كامل جنوب الجزيرة وأجزاء من وسطها وشرقها وتتألف من 13 تقسيمًا تدعى كوراتوريا. تقع إلى الشمال منها أربوريا وإلى الشرق غالورا ولوغودورو. خلال الفترة الهيمنة البيزانية والجنوية، كانت كالياري في المعسكر البيزاني.